# Richerzeche

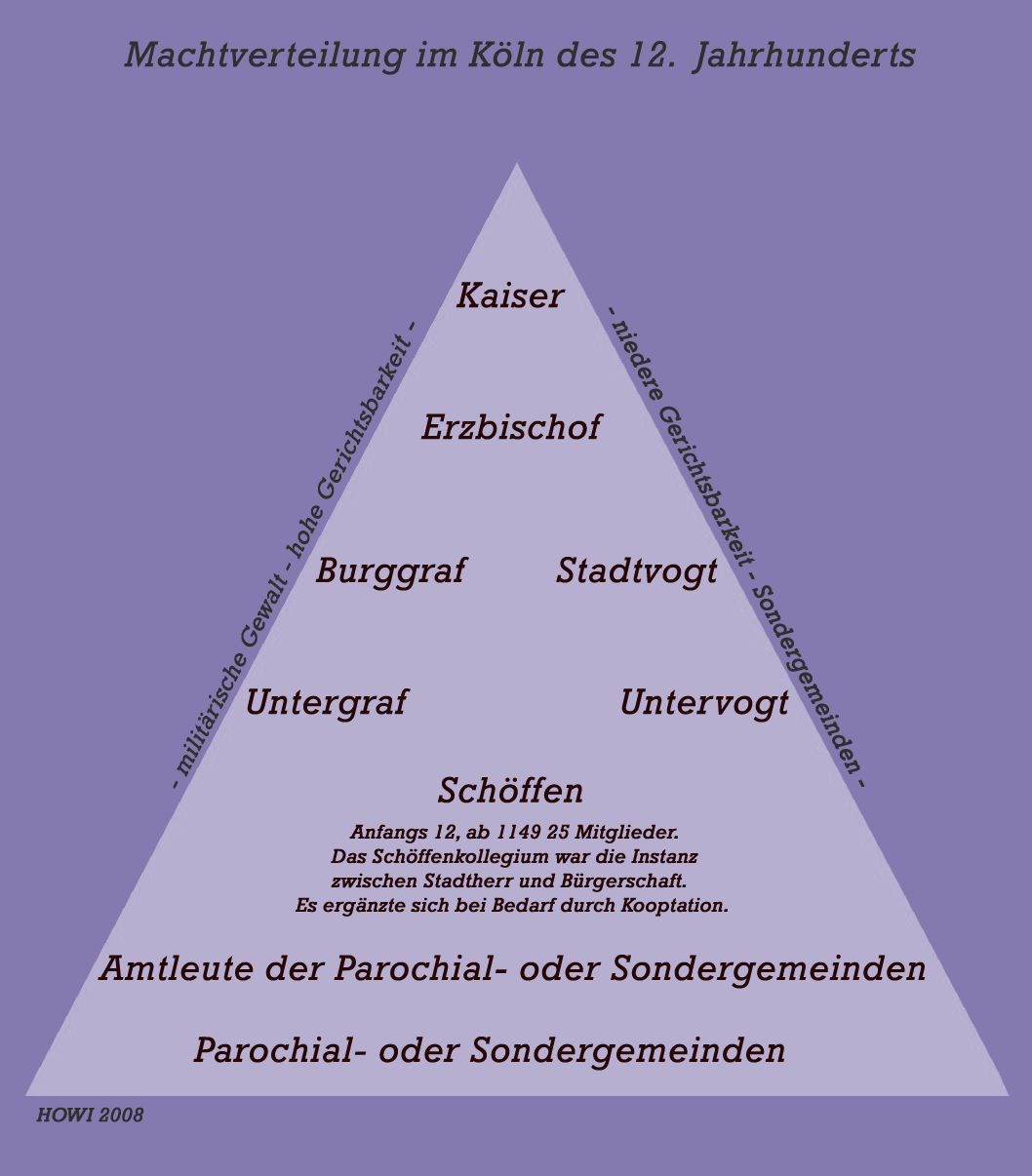
Machtverteilung im Köln des 12. Jahrhunderts

Im 12. Jahrhundert gründete sich in Köln die Richerzeche als eine weltliche Bruderschaft und regierte die Stadt als eine Genossenschaft der Mächtigen und Reichen (rychen) durch von ihr selbst ernannte Vertreter. Die Richerzeche verlor ihre Macht in der Mitte des 14. Jahrhunderts kurzfristig an die mächtigen Kölner Weber, kehrte aber 1370/71 in ihre Ämter zurück. Mit dem Kölner Verbundbrief endete ihre Macht 1396 endgültig.

## Geschichte

### Entstehung
Die erste Verwaltung der Stadt war ein aus den Geschlechtern des Kölner Patriziats gebildetes Gremium, zu dem andere Gesellschaftsschichten keinen Zugang hatten. Nach der ersten Stadterweiterung 1106 (Niederich, Oversburg) und der im Jahre 1182 folgenden wurden die bis dahin noch selbstständigen Sondergemeinden der Stadt angegliedert. Dem Anliegen der dort ansässigen wohlhabenden Familien, nun einen Anteil an der Stadtverwaltung zu haben, kam das Schöffenkollegium nach, indem es sich mit diesen zu einer so bezeichneten Bruderschaft zusammenschloss, der Richerzeche. Die genaue Entstehungszeit ist umstritten; der erste urkundliche Beleg wird heute auf das Jahr 1183/1184 datiert.

### Macht der Bruderschaft

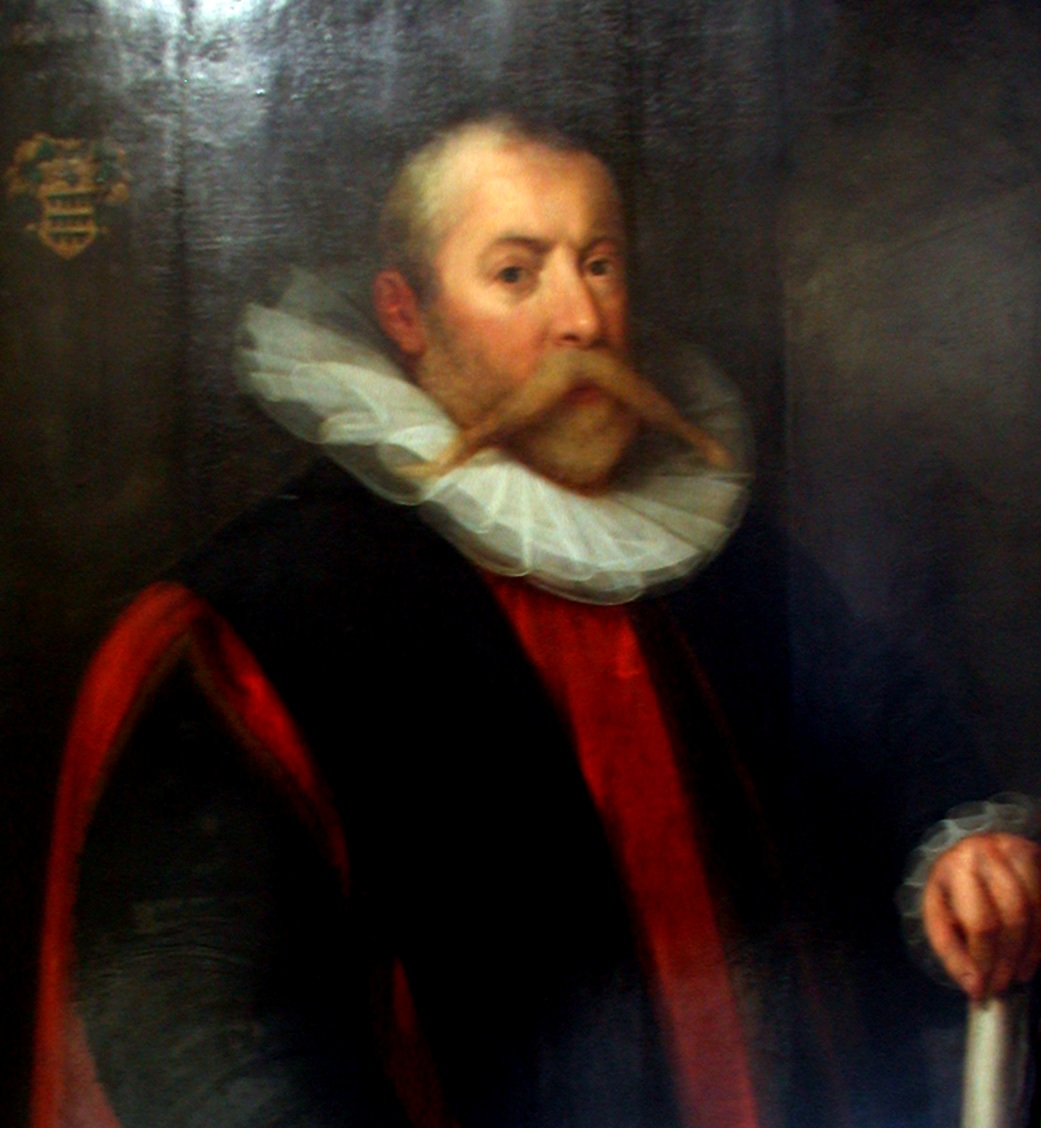
Johann Lyskirchen, um 1595 in traditioneller Amtstracht (Zeughaus Köln)

Nach ihrer Entstehung hatte sich die Bruderschaft der Richerzeche nach und nach eine Anzahl kommunaler Befugnisse angeeignet, ohne eine städtische Behörde im eigentlichen Sinne zu sein. So übte sie die Marktaufsicht aus, sie verlieh das Zunftrecht (erstes Zunftrecht erhielten die Kaufleute der Gaffel Eysenmarkt) und vergab auch die Bürgerrechte. Die beiden Vorsteher der Richerzeche waren die aus ihren Mitgliedern auf ein Jahr gewählten Bürgermeister, von denen einer immer dem Schöffenkolleg angehörte und das Stadtsiegel führte. Somit waren sie die Exekutivbeamten der Stadt. Mit diesen gehörten zum obersten Gremium der Richerzeche auch die so genannten Amtleute, die ehemaligen Bürgermeister. Dieses Gremium regierte und repräsentierte, in engem Verbund mit dem Schöffenkolleg und dem Rat, die Stadt. Die Bürgermeister trugen als Zeichen ihrer Amtswürde einen weißen Stab und im Gegensatz zu den ganz schwarz gekleideten Ratsherren eine violett oder rot gestreifte Amtstracht. Ein Anrecht auf Mitgliedschaft in der Richerzeche gab es nicht. Voraussetzung für eine Aufnahme war die Zugehörigkeit zu den wohlhabenden angesehenen Familien der Stadt. Im 14. Jahrhundert verlor die Bruderschaft zunehmend an Einfluss im Rat.

### Verfall der Macht
Ausgelöst durch Fehlverhalten ihrer Spitzenkräfte in Amt und Würden, also der amtierenden und ehemaligen Bürgermeister, schwand ihr Ansehen. So wurde der turnusmäßig ausgeschiedene, nun als Beisitzer der städtischen Kölner Rentkammer bestallte, Rudger Hirzelin von Grine beschuldigt, städtische Gelder veruntreut zu haben. Er wurde noch im selben Jahr hingerichtet.

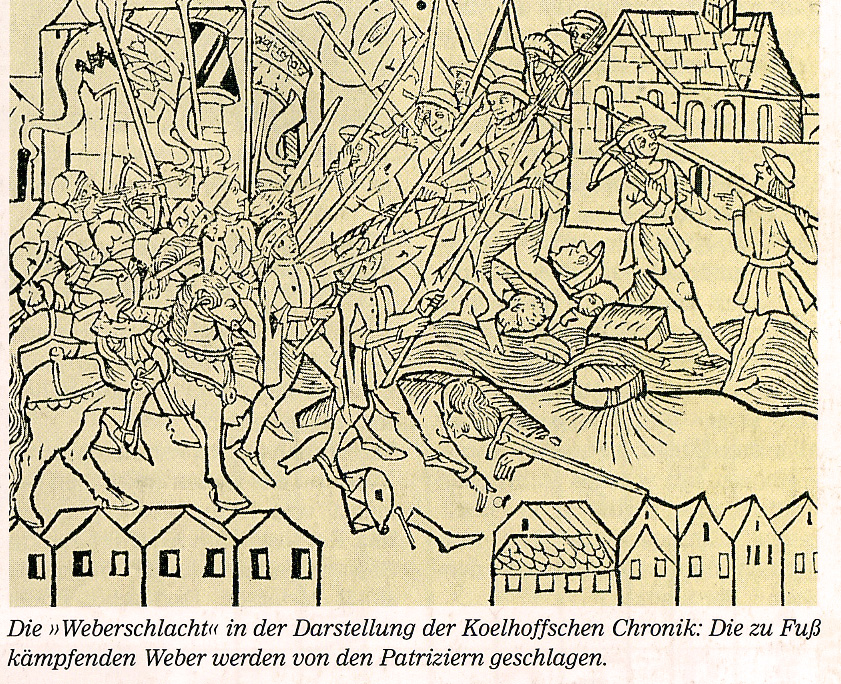
Weberschlacht, 1371. (Holzschnitt aus der Koehlhoffschen Chronik)

Nach ständig anwachsendem politischem Druck fiel es den Beteiligten des Weberaufstandes nicht schwer, die Auflösung des unbeliebten herrschenden Gremiums durchzusetzen. So hieß es in der Erklärung der Amtleute Mitte 1370, dass

„das Amt der Richerzeche aus eigenem, freien, guten Willen, ungedrängt und ungezwungen und zum gemeinen Besten der Stadt Köln seine Rechte und Besitztümer mit allem Zubehör auf ewige Zeiten in die Hände des Rates übergebe.“

Dieses Abkommen hatte jedoch nur kurzen Bestand. Die kurze Herrschaft der in der mächtigsten Zunft der Stadt, dem Wollenamt, organisierten Weber endete im Jahr 1371. Die gedemütigten Patrizier verbündeten sich mit den Kaufleuten und Gaffeln und nahmen im Lauf einer eskalierenden Straßenschlacht, dem Kölner Weberaufstand, in der Nähe des Waidmarktes Rache an ihren politischen Widersachern. Selbst schon Besiegte wurden noch erschlagen, andere mit ihren Familien aus der Stadt vertrieben und ihre Vermögen beschlagnahmt. Das Regime der Richerzeche übernahm erneut die Macht in Köln, hatte aber nicht mehr die anfängliche Machtfülle und verlor ihre Ämter endgültig im Jahr 1396.

### Ende der Richerzeche

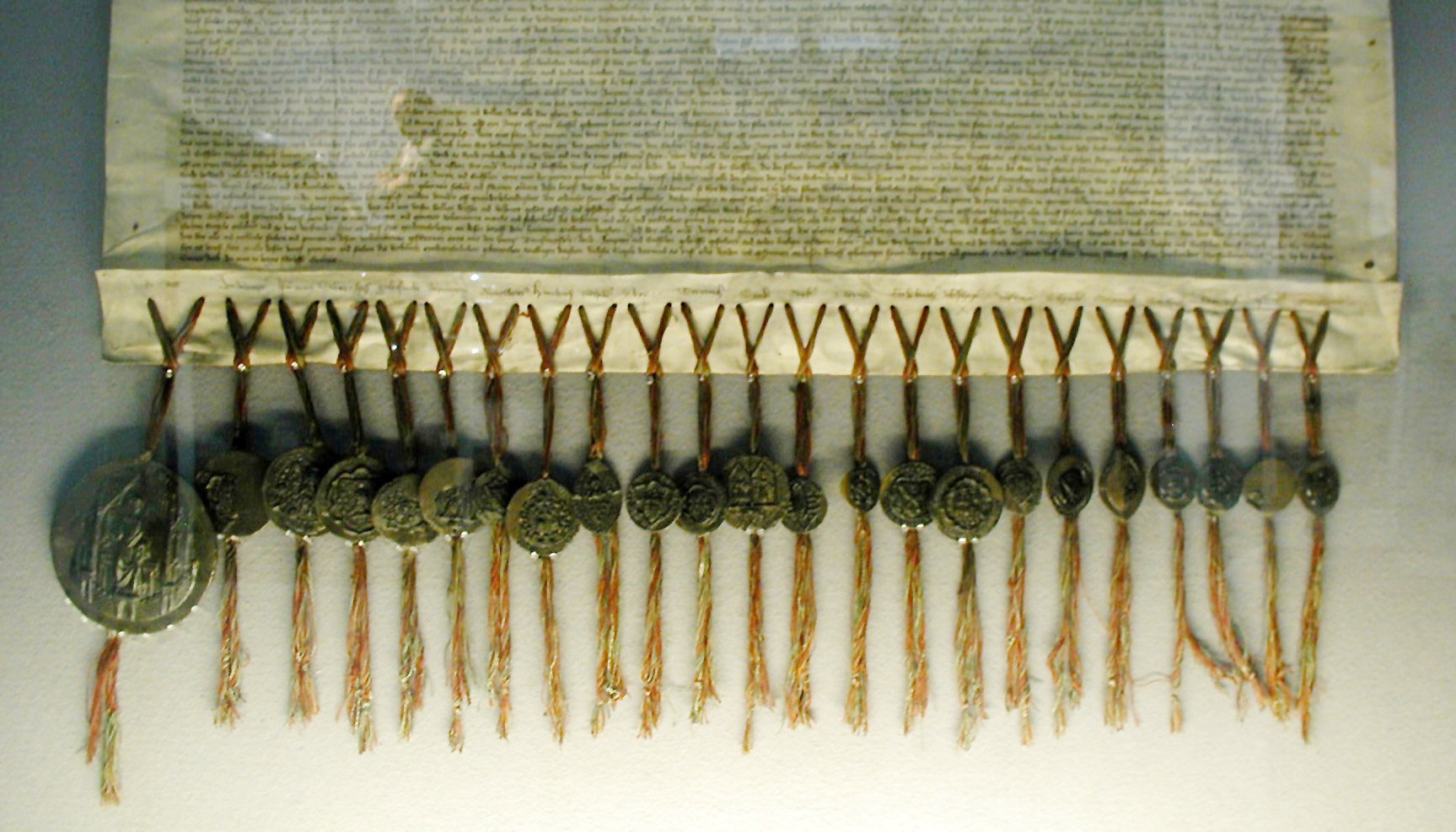
Ausschnitt des Kölner Verbundbriefes
(Kölner Stadtmuseum)

Die Richerzeche bildete die Vorstufe eines gewählten städtischen Rates. Nach dem erzwungenen Machtwechsel von 1396 durch die Zünfte wurde die Zweiteilung des engen und des weiten Rates ersetzt durch die Bildung eines einheitlichen Magistrates. Dieses Kollegium bestand aus 36 Herren, die den einzelnen Gaffeln vorstanden und von diesen berufen wurden. Die so Erwählten ernannten ergänzend noch 13 Herren (Gebrech) aus den Gaffeln.
So befreiten sich Köln und seine Bürger von dem Machtanspruch der Geschlechter und gaben sich 1396 mit dem Verbundbrief ihre erste ständische Verfassung.

### Novellierung des Verbundbriefes
Mangelnde Transparenz im Wirken des Rates, seine Vetternwirtschaft und Rechtsbrüche mehrten sich derart, dass es 1512/13 zum Aufstand der Gaffeln kam. Der amtierende Rat wurde entmachtet, korrumpierte Mitglieder desselben wurden ausgestoßen. Die Aufständischen wählten 178 Vertrauensleute, die sogenannte Große Schickung, welche die Macht in der Stadt übernahm. Zehn der führenden Ratsherren wurden auf dem Heumarkt öffentlich enthauptet, unter ihnen der Ratsherr Diederich Spitz und die Bürgermeister Johann von Berchem, Johann Rheidt und Johann Oldendorp. Mit diesem rigorosen Vorgehen und den dann folgenden Ergänzungen des Verbundbriefes durch den sogenannten Transfixbrief verhinderte der Aufstand einen Rückfall in ähnliche Eigenmächtigkeiten wie die der Geschlechter vor 1396.
Verbund- und Transfixbrief bildeten über Jahrhunderte das „Grundgesetz“ der Freien Reichsstadt Köln und gelten als die erste bürgerliche Verfassung.